# Prevenção de genocídio
A prevenção de genocídios é qualquer ação que visa evitar futuros genocídios. Os genocídios exigem planejamento, recursos e a participação de várias partes para serem realizados; eles não acontecem de forma instantânea. Os estudiosos da área de estudos sobre genocídios [en] identificaram um conjunto de fatores de risco amplamente aceitos que tornam um país ou grupo social mais suscetível à ocorrência de genocídios. Esses fatores incluem uma ampla gama de aspectos políticos e culturais que criam um contexto no qual o genocídio se torna mais provável, como agitação política ou mudanças de regime, além de fenômenos psicológicos que podem ser manipulados e aproveitados em grandes grupos de pessoas, como conformidade e dissonância cognitiva. A prevenção do genocídio depende, portanto, do conhecimento e da vigilância desses fatores de risco, bem como da identificação de sinais de alerta precoce quanto ao início do genocídio.
Um dos principais objetivos das Nações Unidas, com a aprovação da Convenção sobre Genocídio após a Segunda Guerra Mundial e as atrocidades do Holocausto, é evitar que genocídios futuros ocorram. A Convenção sobre Genocídio e a responsabilidade de proteger fornecem a base para a responsabilidade de cada Estado membro da ONU em prevenir ativamente o genocídio e agir para impedi-lo em outros países quando ele ocorrer. No entanto, as Nações Unidas têm sido amplamente criticadas por sua incapacidade de impedir genocídios, especialmente na segunda metade do século XX.
A intervenção no genocídio pode ocorrer em diferentes estágios de sua progressão, mas o estágio mais ideal para intervir é antes que o genocídio aconteça, por meio da prevenção conhecida como prevenção upstream. Prevenir o genocídio dessa forma requer uma avaliação constante e abrangente do risco de genocídio em todo o mundo, em determinado momento, considerando os fatores de risco conhecidos, os sinais de alerta precoce e o conhecimento sobre como o genocídio progride.

## A base psicológica do genocídio
O genocídio não é algo em que apenas assassinos sádicos e treinados participam, mas é algo em que pessoas comuns podem se envolver com o “treinamento” adequado, por meio da reestruturação cognitiva e do condicionamento social. O ato de matar para fins genocidas não constitui uma categoria distinta de comportamento humano. Em vez disso, a matança genocida demonstra o potencial dos processos psicológicos e sociais comuns de serem manipulados até se transformarem em violência, sob determinadas condições. Um dos maiores enigmas no estudo da ocorrência e prevenção do genocídio, portanto, é entender o que torna esses processos cognitivos "normais", tanto no nível individual quanto no coletivo, vulneráveis à manipulação externa, e quais condições sociais e políticas proporcionam um terreno fértil para que essa manipulação se torne violenta.
No nível individual, o conceito psicológico de dissonância cognitiva desempenha um papel importante na transformação de um cidadão pacífico em um assassino genocida violento. Mais especificamente, Alexander Hinton, em seu estudo de 1996 sobre os fatores psicossociais que contribuíram para o genocídio cambojano, cunhou o termo “dissonância psicossocial” para agregar aos conhecidos conceitos psicológicos outros aspectos antropológicos, como modelos culturais e noções do eu. Essas formas de dissonância, tanto cognitivas quanto psicossociais, surgem quando uma pessoa é confrontada com expectativas de comportamento que entram em conflito com sua própria identidade ou conceito de si mesma, levando-a a trabalhar subconscientemente para resolver essas inconsistências. Hinton afirma que há uma série de “movimentos” cognitivos que devem ocorrer para que uma pessoa reduza a dissonância psicossocial sentida no início do genocídio, e esses movimentos transformam lentamente as pessoas em seus “eus genocidas”. Esses movimentos cognitivos incluem a desumanização das vítimas, o uso de eufemismos para mascarar atos violentos, a reestruturação moral, a aclimatação ao ato de matar e/ou a negação da responsabilidade por ações violentas. O primeiro movimento, a desumanização, é um dos maiores “passos”, pois tem sido fundamental em todos os genocídios. No Holocausto, no genocídio cambojano e no genocídio de Ruanda, por exemplo, as vítimas foram rotuladas como vermes, baratas, ratos ou cobras, com o intuito de separá-las totalmente da categoria humana nesse processo de desumanização. Quando o rótulo de "pessoa" é retirado de grupos inteiros de indivíduos, agir violentamente contra eles, inclusive assassiná-los, torna-se muito mais fácil para a pessoa comum.

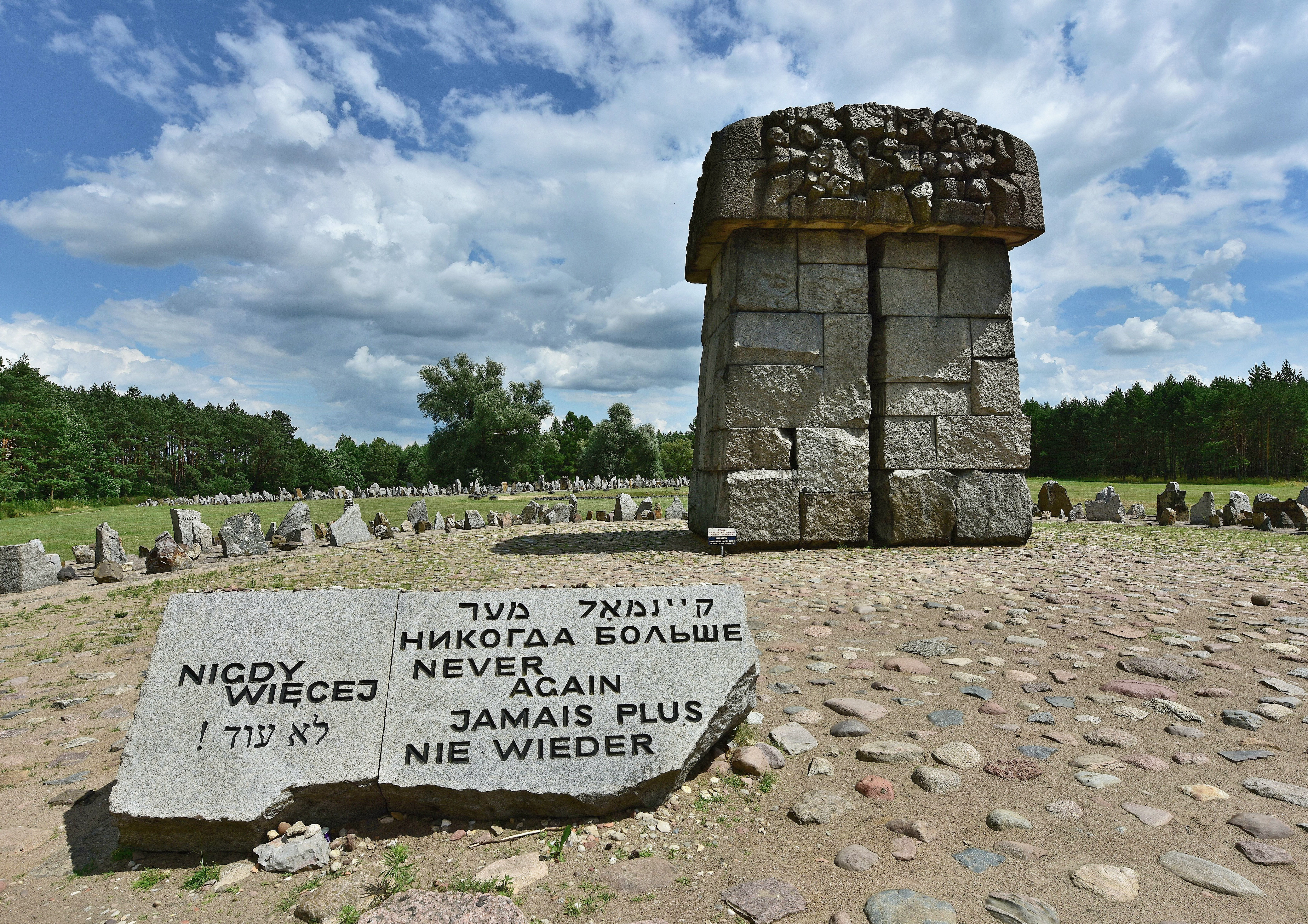
Multilingual “never again” memorial at Treblinka extermination camp.

### Fatores psicológicos sociais
Além dos “movimentos” cognitivos em nível individual, existem também muitos fatores psicológicos sociais que influenciam a transformação de um grupo "comum" em assassinos. Em primeiro lugar, o conceito de cognição social explica as maneiras pelas quais as pessoas pensam sobre si mesmas e sobre os outros. A cognição social divide as pessoas em categorias de grupos internos e externos, que são definidos pela identidade coletiva e pelos vínculos sociais. Todos possuem um viés para seu próprio grupo, chamado favoritismo intragrupal, mas esse viés só tem consequências negativas quando as pessoas têm visões extremamente positivas de si mesmas e de seu grupo interno e visões extremamente negativas de grupos externos. Em geral, as pessoas também são socializadas para evitar conflitos e agressões com outros membros de seu próprio grupo interno. Portanto, uma maneira de superar essa barreira à violência é redefinir quem pertence a cada grupo, de modo que as vítimas do genocídio sejam excluídas do grupo interno e, assim, deixem de ser protegidas por esse viés de grupo interno.
A influência social e as relações sociais também são fatores vulneráveis à manipulação. Muitas culturas incentivam ativamente a conformidade, o cumprimento e a obediência nas relações sociais, podendo impor “penalidades” sociais severas para aqueles que não aderem às normas. Isso faz com que os membros do grupo sintam uma pressão intensa para se envolver em comportamentos violentos, caso outros membros também estejam fazendo o mesmo. Essa tendência à conformidade pode ser manipulada para induzir “comportamento impensado” em grandes grupos de pessoas simultaneamente. A pesquisa também mostra que essa pressão para se conformar, conhecida como “efeito de conformidade”, aumenta quando há uma figura de autoridade presente no grupo e quando determinados contextos sociais e institucionais potencializam a tendência das pessoas a se conformarem, como a perda de estabilidade, já que as pessoas tendem a se adaptar ao que se espera delas quando a estabilidade desaparece. Outras tendências nas relações sociais humanas também podem levar as pessoas à violência, como preconceito, altruísmo e agressão. É particularmente relevante entender a ligação entre preconceito e violência, pois o preconceito costuma ser um dos primeiros pontos de partida na formação do comportamento genocida. A teoria do bode expiatório (ou a prática do bode expiatório) ajuda a explicar essa relação, pois sugere que as pessoas têm a tendência de atacar grupos externos quando estão frustradas, como em períodos de crise política ou econômica.

## Fatores de risco para genocídio
Há uma variedade de fatores políticos e culturais que tornam os Estados mais vulneráveis à violência em massa, e a compreensão e o reconhecimento da existência desses fatores podem ser cruciais para os esforços de prevenção de genocídios. Embora os estudos nessa área indiquem graus variados de risco para cada fator específico, existe um consenso generalizado sobre quais tipos de ambientes apresentam maior risco de ocorrência de genocídio. Em primeiro lugar, certos fatores situacionais, como crises desestabilizadoras e convulsões políticas, tornam os países mais suscetíveis ao genocídio. As formas de convulsão política incluem guerras civis, assassinatos, revoluções, golpes de estado, derrotas em guerras internacionais, rebeliões anticoloniais ou qualquer tipo de distúrbio que resulte em mudanças de regime não convencionais ou na ascensão de elites com ideologias extremistas. Quase todos os genocídios do último meio século ocorreram durante ou imediatamente após um desses tipos de revoltas políticas.
A agitação política é particularmente perigosa quando um líder repressivo chega ao poder. Líderes autoritários podem transformar sociedades inteiras em “culturas monolíticas” com risco de genocídio, incentivando uma forte obediência ao Estado, falta de tolerância à diversidade e criando um ambiente que facilita o pensamento de grupo e a conformidade. Os líderes autoritários mais perigosos geralmente têm visões extremistas sobre uma nova sociedade “purificada” de grupos indesejados ou ameaçadores, e promovem essas ideologias como morais e em nome do “bem maior” da nação, classificando certos grupos como barreiras ao sucesso nacional. Muitos desses líderes, em genocídios passados, como Adolf Hitler, Pol Pot e Slobodan Milošević, também compartilhavam características pessoais semelhantes, como serem indivíduos carismáticos, autoconfiantes e inteligentes, com um desejo feroz de poder.

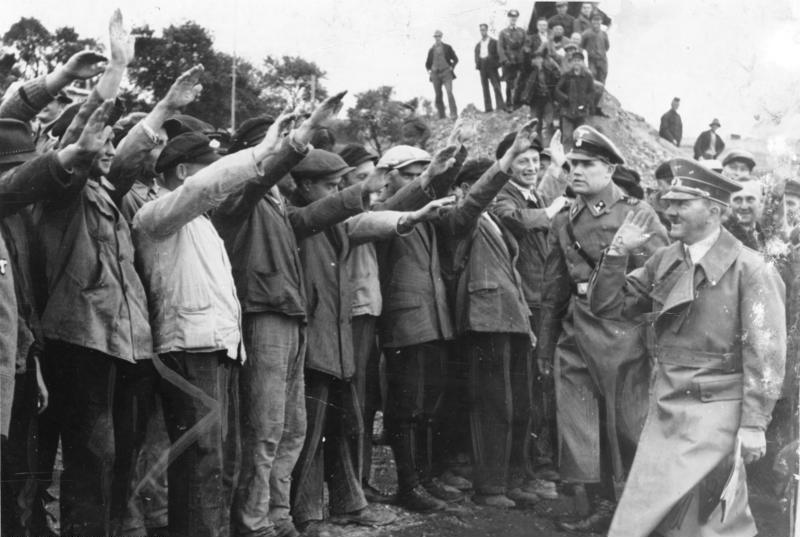
Adolf Hitler é saudado pelas tropas alemãs em uma demonstração entusiasmada.

Além dos fatores políticos situacionais, como revoltas, líderes autoritários e estruturas governamentais instáveis, certos fatores culturais também contribuem para a probabilidade de um Estado cometer genocídio. Culturas que promovem o uso da agressão como uma habilidade normativa para a solução de problemas e aquelas que glorificam a violência por meio de eventos como desfiles militares, por exemplo, têm maior risco de perpetrar violência em massa. Da mesma forma, sociedades com um forte histórico de ideologias de supremacia, incluindo a normalização de longo prazo de preconceitos em relação a pessoas de fora, a falta de aceitação da diversidade cultural e a exclusão de determinados grupos da sociedade, também estão mais suscetíveis a cometer genocídio. Especificamente, o modelo de 2003 de Barbara Harff sobre os antecedentes do genocídio constatou que países com uma ideologia de elite, onde a elite governante tem uma visão excludente da sociedade, têm duas vezes e meia mais probabilidade de cometer genocídio após o fracasso do Estado, sendo que o genocídio também é duas vezes mais provável em Estados em que a elite política constitui uma minoria étnica. Muitas versões desses tipos de ideologias extremas estão presentes em exemplos históricos de genocídios, como os esforços de "purificação" do Khmer Vermelho no Camboja e a busca da Alemanha nazista por uma raça exclusivamente ariana em sua nação.
Além disso, o potencial para a violência genocida aumenta quando várias formas de crise, agitação ou desestabilização ocorrem simultaneamente, ou quando os efeitos de crises passadas permanecem sem solução.

## Sinais de alerta precoce de genocídio
Gregory Stanton, presidente fundador da Genocide Watch, formulou em 1996 uma lista bem conhecida dos dez (originalmente oito) estágios do genocídio. Esses estágios não ocorrem necessariamente de forma linear ou exclusivamente um de cada vez, mas fornecem um modelo para analisar os processos que levam ao genocídio, permitindo que sejam reconhecidos como sinais de alerta, o que oferece oportunidades para ações preventivas, pois cada estágio apresenta uma chance para a implementação de medidas de prevenção. Os dez estágios de Stanton são: classificação, simbolização, discriminação, desumanização, organização, polarização, preparação, perseguição, extermínio e negação. Os primeiros estágios ocorrem no início do processo de incitação ao genocídio, oferecendo, portanto, a maior oportunidade para medidas preventivas antes que o genocídio se concretize.
- Durante o estágio de Classificação, quando as pessoas começam a distinguir, dentro de uma cultura, entre "nós e eles" com base em raça, etnia, religião ou nacionalidade, a medida de prevenção mais importante é promover a tolerância e a compreensão, além de incentivar o uso de classificações e pontos em comum que transcendam essas divisões prejudiciais.[10]
- No estágio de Simbolização, quando os grupos "outros" recebem nomes ou símbolos físicos para demonstrar sua classificação, os símbolos de ódio, o discurso de ódio e a marcação de grupos podem ser proibidos. No entanto, essas proibições só são eficazes se forem apoiadas pela aceitação cultural e pela prática social.[10]
- Quando uma sociedade avança para o estágio de Discriminação, em que o grupo dominante, agindo com base em uma ideologia excludente, usa a lei e o poder político para negar os direitos do grupo-alvo, a medida preventiva mais importante é garantir direitos plenos e capacitação política para todos os grupos em uma sociedade.[10]
- O estágio final “inicial”, antes que uma sociedade comece de fato a se organizar para realizar o genocídio, é a desumanização, em que um grupo nega a humanidade do outro. Stanton argumenta que a prevenção nesse estágio deve ter como objetivo garantir que o incitamento ao genocídio não seja confundido com discurso protegido, combater ativamente a propaganda de ódio e assegurar que os crimes de ódio ou atrocidades sejam prontamente punidos.[10] A desumanização é amplamente reconhecida por Stanton e outros estudiosos como um estágio fundamental no processo genocida, pois nega a humanidade de um grupo, colocando seus membros "fora do universo da obrigação moral". É um sinal fatal de alerta precoce, pois supera a repulsa humana universal contra o assassinato. De acordo com Stanton, a desumanização é a "fase em que começa a espiral da morte do genocídio".[11]

Para que o genocídio ocorra, esses estágios culturais subjacentes devem ser acompanhados por seis outros estágios, vários dos quais podem ocorrer simultaneamente. Cada “estágio” é, em si, um processo.
- A organização de grupos de ódio, milícias e exércitos é necessária, pois o genocídio é um crime de grupo; a prevenção se concentra em proibir os grupos de ódio e processar os crimes de ódio.[12]
- A polarização da população, de modo a tornar o genocídio popularmente apoiado, é necessária para dar poder aos perpetradores. Isso geralmente envolve a expulsão, prisão ou assassinato de moderados que possam se opor ao genocídio dentro do grupo perpetrador; a prevenção exige proteção física e legal para os moderados contra prisão e detenção.[12]
- A preparação para o genocídio pelos líderes dos assassinos geralmente ocorre secretamente; a melhor forma de prevenção é prender os líderes que incitam ou conspiram para cometer genocídio, impor sanções a eles e apoiar a resistência contra eles.[12]
- A perseguição do grupo de vítimas, por meio da violação maciça de seus direitos humanos fundamentais, pode resultar em massacres genocidas; a prevenção exige sanções direcionadas aos líderes de regimes que cometem crimes contra a humanidade, incluindo processos em tribunais internacionais e nacionais, pressão diplomática, sanções econômicas e preparação para intervenção regional.[12]

- O "extermínio" é o estágio do processo genocida que a lei internacional reconhece oficialmente como "genocídio". No entanto, o assassinato em massa não é o único ato reconhecido como genocídio pela Convenção sobre Genocídio. Causar danos corporais ou mentais graves aos membros do grupo, infligir deliberadamente condições de vida destinadas a destruir fisicamente o grupo, impor medidas destinadas a impedir nascimentos dentro do grupo e transferir à força crianças do grupo para outro grupo também são atos de genocídio proibidos pela Convenção sobre Genocídio. Nesse estágio, sanções direcionadas e ameaças diplomáticas confiáveis podem ajudar a reduzir um genocídio. No entanto, o apoio à resistência interna e a aceitação de refugiados também são geralmente necessários. Para interromper um genocídio contra a vontade dos líderes nacionais, normalmente é preciso derrubá-los internamente ou realizar uma intervenção armada, conforme o Capítulo 7 da Carta da ONU, ou por meio de organizações regionais que atuem nos termos do Capítulo 8 da Carta da ONU.[12]
- Todo genocídio começa e termina com a negação por parte dos perpetradores e seus sucessores. A negação é melhor combatida pela ampla divulgação dos fatos durante um genocídio por jornalistas, outros meios de comunicação, organizações de direitos humanos, comissões de inquérito da ONU e líderes mundiais. Após um genocídio, a negação pode ser combatida por julgamentos dos perpetradores, comissões da verdade, programas educacionais, memoriais, museus, filmes e outras mídias.[12]

Esses sinais de alerta precoce são comuns em quase todos os genocídios, mas sua identificação só é útil nos esforços de prevenção quando ações reais são tomadas para combatê-los. Um exemplo importante de falha em agir sobre os sinais de alerta precoce é o genocídio de Ruanda. Apesar dos inúmeros avisos, tanto indiretos quanto explícitos, houve uma falha generalizada por parte de nações individuais, como os Estados Unidos, e organizações internacionais, como as Nações Unidas, em tomar as medidas preventivas necessárias antes que o genocídio já estivesse em andamento. De acordo com Stanton, os fatos sobre os massacres foram fortemente combatidos; os EUA e o Reino Unido se recusaram a invocar o termo “genocídio” para evitar o dever de agir, chamando-o de guerra civil. O "pensamento de grupo" concluiu que impedir o genocídio colocaria em risco a vida das tropas de manutenção da paz da UNAMIR e excederia seu mandato (o comandante da UNAMIR solicitou reforços, mas foi rejeitado). Embora milhares de fuzileiros navais dos EUA estivessem em navios na costa do leste da África, os formuladores de políticas dos EUA temiam intervir em um "atoleiro" como a Somália. Além disso, as vidas dos ruandeses negros não eram consideradas importantes em comparação com o risco para as vidas de americanos, europeus e tropas de outros países membros da ONU. O Secretário de Estado dos EUA não chamou os assassinatos em massa de genocídio até 10 de junho de 1994, depois que a maior parte da matança já havia terminado, e a imprensa e os grupos de direitos humanos também não denominaram o crime como genocídio até duas semanas após o início do genocídio.

## O papel das Nações Unidas

### A Convenção sobre Prevenção e Punição do Crime de Genocídio
A Convenção de 1948 para a Prevenção e Punição do Crime de Genocídio (também conhecida como “Convenção sobre Genocídio”) é o principal documento jurídico internacional que orienta os esforços de prevenção do genocídio, juntamente com o Capítulo VII da Carta das Nações Unidas [en]. Após a Segunda Guerra Mundial e as atrocidades do Holocausto, a ratificação da Convenção sobre Genocídio simbolizou o compromisso da comunidade internacional com o princípio do " nunca mais" em relação à priorização da prevenção de genocídios.

### Tribunais Penais Internacionais
Em 1993 e 1994, o Conselho de Segurança das Nações Unidas estabeleceu dois tribunais internacionais ad hoc: o Tribunal Penal Internacional para a ex-Iugoslávia e o Tribunal Penal Internacional para Ruanda, com o objetivo de julgar os acusados de genocídio, crimes contra a humanidade e crimes de guerra nos genocídios da Bósnia e de Ruanda. Em 1998, o Estatuto de Roma do Tribunal Penal Internacional foi adotado, conferindo ao Tribunal Penal Internacional (TPI) jurisdição sobre o crime de genocídio, crimes contra a humanidade e crimes de guerra.

### Responsabilidade de Proteger
Os defensores da responsabilidade de proteger argumentam que os Estados-nação que não cumprem seu dever essencial de proteger seu povo contra genocídio e outros crimes contra a humanidade perdem seu direito legítimo de reivindicar soberania. Nesses casos, as Nações Unidas, as organizações regionais e outras instituições transnacionais têm a responsabilidade de proteger as pessoas em nações que violam os direitos humanos fundamentais. Esta declaração internacional foi adotada por consenso na Cúpula Mundial das Nações Unidas de 2005, invertendo o conceito de soberania, ao afirmar que a soberania vem do povo de uma nação, não de seus governantes. Isso significa que a soberania do Estado deve ser superada para proteger a população, caso o governo de um Estado-nação não consiga ou não queira fazê-lo, ou, pior ainda, se o próprio governo estiver cometendo genocídio ou crimes contra seu povo. Esta norma forneceu uma justificativa para a ONU, organizações regionais e outras instituições transnacionais intervir, mesmo contra a vontade dos governos nacionais, para prevenir genocídios. No entanto, alguns críticos da responsabilidade de proteger afirmam que a doutrina poderá ser abusada como justificativa para invasões ou mudanças de regime.

### Críticas às Nações Unidas sobre Prevenção e Intervenção em Genocídios
As Nações Unidas têm sido amplamente criticadas por agirem de forma inadequada, muito lenta ou por não agirem em casos de genocídios. Desde a sua criação em 1948, a taxa de sucesso da ONU na prevenção de genocídios tem sido muito baixa, conforme evidenciado pelo grande número de atrocidades em massa ocorridas no último meio século, que podem se enquadrar na definição de genocídio da ONU, mas cuja ocorrência não foi legalmente estabelecida como genocídio nem processada dessa forma. A ONU enfrenta vários desafios ao tentar prevenir e intervir em casos de genocídio. Primeiramente, o fato de os Estados membros comporem tanto a Assembleia Geral quanto o Conselho de Segurança da ONU implica que as metas humanitárias ficam em segundo plano, em relação às metas e pressões políticas nacionais, à medida que os Estados membros buscam seus próprios interesses. Vetos ou ameaças de veto por um dos cinco membros permanentes do Conselho de Segurança frequentemente paralisaram o funcionamento do Conselho. Durante a Guerra Fria, por exemplo, os Estados Unidos e a União Soviética praticamente impediram que as Nações Unidas aprovassem intervenções humanitárias em áreas que consideravam de importância estratégica. Uma exceção foi a Guerra da Coreia, quando a Resolução Uniting for Peace, Resolução 377 da Assembleia Geral da ONU [en], aprovada durante uma saída soviética do Conselho de Segurança, permitiu à Assembleia Geral autorizar o uso da força. A Uniting for Peace foi usada treze vezes pela Assembleia Geral, mas agora é evitada pelos cinco membros permanentes do Conselho de Segurança, pois na Assembleia Geral eles não têm poder de veto. Além disso, apesar da responsabilidade de proteger, muitos Estados ainda defendem a proteção da soberania estatal em detrimento da intervenção, mesmo diante da possibilidade de massacres em massa. Outra barreira significativa para a ação contra a violência genocida é a hesitação em invocar oficialmente o termo "genocídio", já que ele tende a ser aplicado de forma restrita e lenta, apesar das objeções de advogados e governos que buscam evitar a ação. Frequentemente, eufemismos como "limpeza étnica" são usados em vez do termo “genocídio”, embora não existam tratados internacionais que proíbam a “limpeza étnica”.

## Tipos de prevenção

### Prevençãoupstream
A prevenção upstream consiste em tomar medidas preventivas antes da ocorrência de um genocídio, com o objetivo de evitar que ele aconteça. O foco da prevenção upstream é identificar os países que correm maior risco. Esse processo é realizado principalmente por meio de avaliações de risco, que são indicadores bastante precisos. Pesquisadores da área desenvolveram diversos modelos, cada um analisando fatores diferentes. O modelo de processo de genocídio de Stanton, por exemplo, foi um dos mais bem-sucedidos na previsão de genocídios. Outro modelo estatístico que se mostrou eficaz é o de Barbara Harff, que utiliza fatores como convulsão política, genocídios anteriores, governo autoritário, ideologias excludentes, fechamento de fronteiras e violações sistemáticas dos direitos humanos, entre outros. Essas avaliações são utilizadas por ONGs de prevenção de genocídios, pela ONU, pelo Banco Mundial, por outras instituições internacionais e também por governos ao redor do mundo.

### Prevenção no meio do caminho
A prevenção no meio do caminho ocorre quando um genocídio já está em andamento. O foco principal da prevenção intermediária é interromper o genocídio antes que ele cause mais mortes. Esse tipo de prevenção geralmente envolve algum tipo de intervenção militar, o que pode ser muito caro e ter consequências não intencionais. Acadêmicos tendem a discordar sobre a eficácia da intervenção militar. Alguns argumentam que a intervenção pode promover grupos rebeldes ou ser financeiramente desproporcional aos benefícios. Muitos especialistas preferem a prevenção upstream, pois ela não apenas economiza recursos, mas também pode salvar mais vidas, sem a necessidade de uma intervenção dispendiosa.

### Prevençãodownstream
A prevenção downstream ocorre após o término de um genocídio. Seu foco é evitar que um novo genocídio aconteça no futuro. O objetivo é reconstruir e restaurar as comunidades afetadas. A justiça para as vítimas desempenha um papel importante na reparação das comunidades e na prevenção de futuros genocídios. A justiça pode assumir diversas formas, com os julgamentos sendo uma forma comum. Exemplos incluem os julgamentos de Nuremberga, o Tribunal Penal Internacional para a ex-Iugoslávia (ICTY), o Tribunal Penal Internacional para Ruanda (ICTR), e tribunais nacionais, como os de Serra Leoa e do Camboja, realizados após a queda de regimes genocidas. No entanto, a justiça e a cura das comunidades são sempre imperfeitas. Alguns acadêmicos criticam essas imperfeições, especialmente em relação aos julgamentos, apontando problemas como retroatividade, seletividade e politização. Contudo, quando a justiça não é feita e os responsáveis por genocídios não são punidos, os estudos de Harff demonstraram que a impunidade aumenta em mais de três vezes o risco de futuros genocídios e crimes contra a humanidade na mesma sociedade.

## Prevenção de genocídio e saúde pública
Embora a prevenção do genocídio seja geralmente abordada sob uma perspectiva política ou de defesa nacional, o campo da saúde pública também pode contribuir significativamente para esse esforço. O genocídio, assim como outras formas de atrocidade em massa, é uma questão inerente à saúde pública, pois tem um impacto significativo e prejudicial sobre a saúde da população, tanto imediatamente após a ocorrência da violência quanto na saúde de longo prazo de uma população pós-genocídio. Em termos de mortalidade, o genocídio causou mais mortes do que as guerras em todos os períodos históricos. Além disso, ele supera amplamente as taxas de mortalidade de algumas das ameaças epidêmicas mais urgentes. Em 1994, ano do genocídio em Ruanda, a taxa de mortalidade do genocídio foi 20 vezes maior do que a taxa de mortes por HIV/AIDS e mais de 70 vezes maior do que as mortes causadas pela malária, apesar de Ruanda estar geograficamente cercada por essas duas pandemias. A longo prazo, o impacto do genocídio na saúde pública vai além do número de mortes. Durante o genocídio, as instalações de saúde frequentemente são destruídas, médicos e enfermeiros são mortos na violência, e os esforços usuais de prevenção de doenças são interrompidos, como os programas de imunização, que normalmente salvam milhares de vidas. A destruição dessas instalações e programas de saúde tem efeitos de longo prazo. Além disso, as sociedades pós-genocídio apresentam taxas mais altas de doenças crônicas e agudas, baixas taxas de natalidade, aumento da mortalidade perinatal e maior incidência de desnutrição. A saúde dos sobreviventes do genocídio também sofre a longo prazo, pois um trauma significativo tem efeitos psicológicos e físicos duradouros.
A Associação Médica Americana (AMA) reconhece esse vínculo fundamental entre saúde e direitos humanos no contexto do genocídio e sua prevenção, e recomenda que os médicos abordem o genocídio utilizando estratégias de saúde pública. Tais estratégias incluem a documentação do genocídio e das condições pré-genocidas por meio de relatos de casos e vigilância, estudos epidemiológicos para avaliar o impacto do genocídio na saúde pública, educação e conscientização sobre a compreensão do genocídio e seus precursores psicológicos, tanto para o público quanto para outros profissionais de saúde e formuladores de políticas, além da defesa de políticas e programas voltados à prevenção do genocídio.

## Esforços contínuos de prevenção

### Genocide Watch
A Genocide Watch foi a primeira organização internacional dedicada exclusivamente à prevenção de genocídios. Fundada em maio de 1999, no Hague Appeal for Peace (Apelo de Haia pela Paz), pelo Dr. Gregory Stanton, a Genocide Watch coordena a Alliance Against Genocide (Aliança contra o Genocídio). A organização utiliza os Dez Estágios do Genocídio de Stanton para analisar eventos que são sinais de alerta precoce de genocídio. Além disso, ela mantém um site dedicado à prevenção do genocídio e emite alertas sobre situações de risco, enviando essas informações aos formuladores de políticas públicas e recomendando ações preventivas.

### A Aliança contra o Genocídio
A Alliance Against Genocide foi também fundada por Gregory Stanton no Hague Appeal for Peace, em 1999, originalmente sob o nome de The International Campaign to End Genocide (Campanha Internacional para Acabar com o Genocídio). Foi a primeira coalizão internacional dedicada à prevenção de genocídios. A aliança reúne mais de 70 organizações não governamentais, tanto internacionais quanto nacionais, de 31 países. Entre as organizações integrantes estão: 21 Wilberforce Initiative, Act for Sudan, Aegis Trust, Armenian National Committee, Brandeis Center, Burma Human Rights Network, Darfur Women Action Group, Cardozo Law Institute, CALDH, Cambodian Genocide Project, Center for Political Beauty, Combat Genocide Association, Christian Solidarity International, Centro de Documentação do Camboja, EMMA, Fortify Rights, Free Rohingya Coalition, Genocide Watch, Hammurabi, Hudo, Human Security Centre, In Defense of Christians, INTERSOCIETY, International Alert, International Committee on Nigeria, International Crisis Group, Institute for Cultural Diplomacy, Institute for the Study of Genocide, Jewish World Watch, Johannesburg Holocaust and Genocide Center, Jubilee Campaign, Matabeleland Institute for Human Rights, Mediators Beyond Borders, Knights of Columbus, Minority Rights Group International, Montreal Institute for Human Rights Studies, Never Again Association, North Korea Freedom Coalition, Operation Broken Silence, PROOF, Protection Approaches, Sentinel Project, Shlomo, STAND, Stimson Center, Survival International, TRIAL, Waging Peace, WARM, World Outside My Shoes e World Without Genocide.

### Escritório das Nações Unidas para a Prevenção do Genocídio e a Responsabilidade de Proteger
Proposto por Gregory Stanton em 2000 e defendido na ONU por Stanton, Bernard Hamilton, da Leo Kuper Foundation, e por outras organizações, incluindo o Minority Rights Group, o escritório foi criado em 2004 pelo secretário-geral da ONU, Kofi Annan. Edward Mortimer e o subsecretário Danilo Turk foram os principais consultores na criação do escritório. O escritório assessora o Secretário-Geral da ONU e a própria ONU na prevenção de genocídios, desenvolvendo uma Estrutura para Análise que identifica alguns dos principais fatores de risco para genocídios e outros crimes de atrocidade. O Consultor Especial para Prevenção de Genocídio emite alertas públicos sobre situações de risco e realiza treinamentos para governos nacionais sobre políticas de prevenção de genocídios.

### Projeto de Alerta Antecipado
O Projeto de Alerta Antecipado é uma ferramenta desenvolvida pelo Museu Memorial do Holocausto dos Estados Unidos e pelo Dartmouth College, que auxilia os formuladores de políticas dos EUA a determinar quais estados têm maior probabilidade de sofrer um genocídio. A partir dessa análise, podem ser tomadas medidas preventivas em relação aos países com maior risco.

### Força-tarefa sobre genocídio
A Genocide Task Force foi criada em 2007, com o objetivo de desenvolver uma estratégia dos EUA para prevenir e impedir futuros genocídios. A força-tarefa foi co-presidida pela ex-secretária de Estado dos EUA, Madeleine K. Albright, e pelo ex-secretário de Defesa dos EUA, William S. Cohen. Em 2008, a Genocide Task Force publicou um relatório para os formuladores de políticas dos EUA sobre a prevenção de genocídios. Esse relatório afirmava que seria necessária uma “estratégia abrangente” bem estruturada para evitar o genocídio. Essa estratégia precisaria incluir sistemas de alerta antecipado, ação preventiva antes de uma crise, preparação para intervenção militar, fortalecimento de instituições e normas internacionais e disposição dos líderes mundiais para tomar medidas decisivas. Embora o relatório afirme que a intervenção militar deva continuar sendo uma opção disponível, as medidas preventivas anteriores devem ser o foco dos Estados Unidos e da comunidade internacional. O relatório da força-tarefa resultou na criação do Conselho de Prevenção de Atrocidades [en], um esforço interagências dos EUA para avaliar os riscos de genocídio e outros crimes de atrocidade.